# Davide Rebellin
Davide Rebellin, né le 9 août 1971 à San Bonifacio et mort le 30 novembre 2022 à Montebello Vicentino, est un coureur cycliste italien réputé pour ses talents de coureur de classiques, avec trois victoires sur la Flèche wallonne et un triplé sur les ardennaises de 2004. Il est également très performant dans les courses par étapes d'une semaine telles que le Paris-Nice qu'il a remporté en 2008 et Tirreno-Adriatico qu'il gagne en 2001. Il est également le recordman de participations au Tour de Lombardie où il s'est aligné à 16 reprises. Enfin, il se distingue par la longévité de sa carrière puisqu'il est toujours en activité à plus de 50 ans et après 30 saisons passées chez les professionnels. Il est suspendu après avoir été contrôlé positif à l'EPO CERA lors des JO de Pékin. Il est néanmoins blanchi le 30 avril 2015 par le tribunal de Padoue, en raison de vices de procédure. Il meurt deux jours après sa dernière course, heurté par un camion lors d'un entrainement.

## Biographie

### 1988 - 1992: Années amateur
Rebellin se fait remarquer dès sa première année chez les juniors en terminant 13e du championnat du monde de sa catégorie, puis 3e du Grand Prix Ruebliland.
Il confirme ces bons résultats en 1989 en remportant au mois de mai les Trois jours d'Axel. Il obtient d'autres résultat significatifs au mois de septembre, en finissant 3e du Trofeo Buffoni, puis second du Giro della Lunigiana.
Après une année 1990 sans lever les bras, il renoue avec la victoire l'année suivante en remportant le Tour des régions italiennes, courses à étapes réservée aux amateurs de moins de 23 ans. Il s'impose une nouvelle fois, sur les Jeux Méditerranéens. En août, il termine deuxième des Championnats du monde amateur.
En mai 1992, il remporte sa dernière course chez les amateurs, à l'occasion du Trofeo Alcide Degaspari.

### 1992-1996: Passage chez les professionnels
Rebellin passe professionnel en août 1992 sous le maillot de GB-MG Boys Maglificio. Pour sa première course, il obtient une 8e place sur le Grand Prix Camaiore. Il est ensuite sélectionné pour la course en ligne des Jeux Olympiques de Barcelone. Il y terminera 20e, à 35 secondes de son compatriote Fabio Casartelli. Durant les mois d’août et de septembre, il collectionne les places d'honneur : 5e du Tour de Vénétie, 4e du Critérium des Abruzzes, et 2e du Tour de Romagne. Il prend part à son premier monument pour conclure sa saison, le Tour de Lombardie, qu'il achève à la 9e place.
La saison suivante, il démontre des aptitudes sur les courses à étapes d'une semaine avec une 5e place sur Tirreno-Adriatico, et une 8e place sur le Tour de Suisse. En revanche, il est très discret sur les classiques où sa meilleure performance est 28e sur la Flèche wallonne.
En 1994, le début de saison est moyen : après avoir glané la 3e place du Tour de l'Etna, il termine 19e de Tirreno-Adriatico, 33e de Liège-Bastogne-Liège et 17e de la Flèche wallonne. La suite est plus convaincante avec une 5e place sur l'Amstel Gold Race et une 6e place sur le Tour de Romandie. Il dispute ensuite son premier Tour d'Italie où il accroche deux 3e places sur les deuxième et troisième étapes. Il se classe finalement 20e. Il glane ensuite un podium sur la Bicyclette basque. Sa fin de saison est sans résultat notable et s'achève avec une modeste 51e place sur le Tour de Lombardie.
La saison 1995 démarre fort puisqu'il finit 3e du général du Tour méditerranéen. Il enchaîne en mars avec des 4e places sur Tirreno-Adriatico et sur Milan-San Remo. Il remporte ensuite la première étape du Tour du Trentin, termine 6e de la Flèche wallonne, 2e du Tour des Apennins et 4e du Tour de Romandie. Il continue avec le Giro qu'il termine 22e, puis enchaîne dès le lendemain avec le Tour de Suisse qu'il termine 8e. La fin de saison est plus décevante car il n'accroche aucune place d'honneur.
Il signe chez Polti pour la saison 1996. Les premières courses se soldent par des places d'honneur : 5e du Tour de Calabre, puis 3e du Trophée Pantalica. Après quelques résultats décevants, notamment sur Paris Nice et Milan San Remo, il joue placé sur les ardennaises : 10e sur la Flèche wallonne et 6e sur Liège-Bastogne-Liège. Il est une nouvelle fois 4e en Romandie et prend le départ du Giro. Il y réalise sa meilleure performance sur un grand tour : il remporte la 7e étape au sprint devant le futur vainqueur Pavel Tonkov et endosse le maillot rose qu'il gardera 6 jours. Il se classe finalement 6e, à plus de 9 minutes du Russe. Il connait ensuite une période sans résultat jusqu'en août et la Wincanton Classic qu'il termine 6e. Il réalise une nouvelle bonne performance sur un grand tour en se classant 7e de la Vuelta, à plus de 13 minutes d'Alex Zülle. Sa fin de saison est marquée par d'autres « placettes » : 8e des championnats du monde, 5e du Tour de Lombardie, puis 5e de la Japan Cup.

### 1997: Premières victoires sur des classiques
Il signe chez la Française des jeux en 1997. Malheureusement, sa campagne des classiques ardennaises est un échec. Le mois de mai est plus fructueux : il finit 7e du Grand Prix de Francfort, puis remporte le Trophée des grimpeurs. Enfin, il se classe 7e du Tour de Romandie. Il effectue des courses de préparation comme le Dauphiné et la Route du Sud, puis prend ensuite le départ de son premier Tour de France. Mais outre une 5e place sur la troisième étape, ce dernier se solde par un échec et une modeste 58e place. Il rebondit en août en terminant 3e du Wartenberg Rundfahrt, 4e du Grand Prix de la ville de Camaiore, mais surtout en remportant la Classique de Saint-Sébastien et le Grand Prix de Zurich . Sa fin de saison est plus discrète (17e de Paris-Tours et 14e des championnats du monde) et se conclut par le Tour de Lombardie qu'il termine au 8e rang.

### 1998-1999: Échecs sur les grands tours
Pour la saison 1998, il choisit de revenir dans l'équipe Polti. Son début de saison n'est pas très productif hormis une 13e place à Milan-San Remo et une 3e position au Grand Prix Miguel Indurain. Afin de préparer le Tour d'Italie, il s'aligne au Tour de Romandie qu'il termine à la 6e place. Il prend ensuite le départ du Giro, mais ce dernier est un échec car, malgré quelques bonnes places sur les étapes (6 top 10), il ne finit qu'au 30e rang du classement général. Il enchaine avec le Tour de Suisse dont il remporte la 1re étape et finit 8e au classement général. Il conclut ce mois de juin en accrochant le podium du Tour des Appenins. Il gagne de nouveau en août, la 1re étape du Tour de Wallonie. Il s'aligne ensuite sur la Classique de Saint-Sébastien dont il est tenant du titre, mais ne termine que 12e. La suite de sa campagne de classiques et semi-classiques est plus fructueuse : victoire sur les Trois vallées varésines, 7e du Grand Prix de Zurich, victoire sur le Tour de Vénétie, 3e du Grand Prix de l'industrie et du commerce de Prato, puis de la Coppa Sabatini. Enfin, il se classe 6e du Tour d'Émilie. Cependant il termine simplement 54e des championnats du monde, à près de 15 minutes du vainqueur. Sa saison s'achève par une 6e place sur Milan-Turin, et une 12e place sur le Tour de Lombardie.
Sa saison 1999 commence par une victoire sur la première étape et le classement général du Tour méditerranéen. Les bons résultats s’enchaînent : il est 3e du Trofeo Laigueglia, remporte le Tour du Haut-Var, et finit 2e du Trophée Pantalica. Il s'aligne ensuite à Tirreno-Adriatico dont il prend la 2e place, à simplement 9 secondes de Michele Bartoli. Lors Milan-San Remo, il arrive au sprint pour la gagne, mais ne termine qu'au 14e rang. Il s'impose ensuite sur la 2e étape du Critérium international, puis prend la direction de l'Espagne où il termine 3e du Grand Prix Miguel Indurain, et 2e de la Klasika Primavera. Malgré ce bon début de saison, ses résultats sur les ardennaises ne sont pas à la hauteur des attentes : 17e de la Flèche wallonne, 14e de Liège-Bastogne-Liège, et 27e de l'Amstel Gold Race. Il s'aligne ensuite au Tour d'Italie dont, une nouvelle fois, il ne joue pas les premiers rôles avec une 30e place finale. Après une coupure, il revient en août et enchaîne à nouveau les bonnes performances en vue de disputer le Tour d'Espagne. Il termine d'abord 2e des Trois vallées varésines, 4e de la Coppa Agostoni, et 7e du Grand Prix de Zurich. Il remporte ensuite trois victoires consécutives en Italie : la dernière édition du Mémorial Gastone Nencini tout d'abord, le Tour de Vénétie ensuite, et enfin le Tour du Frioul. Il conclut ce mois d’août avec une 2e place sur le classement général du premier Tour de la province de Lucques, remporté par Paolo Bettini. Son Tour d'Espagne démarre plutôt bien car il est classé dans le top 10 du général à mi-course. Mais il perd beaucoup de temps par la suite et finit par abandonner. Sa saison prend fin aux championnats du monde en Italie, où il est là aussi contraint à l'abandon.

### 2000-2001: Nouvelles places d'honneurs sur les classiques
En 2000, il signe en faveur de l'équipe Liquigas. Le début de sa première saison est marqué par de bonnes places sur des courses mineures : 4e du Tour méditerranéen, 3e du Tour du Haut-Var, 3e du Trophée Pantalica, et 2e du Grand Prix de Chiasso. Il s'aligne ensuite sur des courses plus renommées, mais avec des résultats mitigés: 12e sur Tirreno-Adriatico, puis 26e de Milan-San Remo. Il se ressaisit sur le Tour du Pays basque dont il se classe 5e. Sur les ardennaises, il joue placé avec une 4e place sur la Flèche wallonne, une 3e place sur Liège-Bastogne-Liège, et 12e sur l'Amstel Gold Race. Sur le Giro, il passe une nouvelle fois à côté et termine 29e sans jamais peser sur la course. C'est d'ailleurs le dernier grand tour qu'il terminera de sa carrière, les délaissant complètement par la suite. Après une période sans courir, il revient sur le Grand prix de Plouay où il se classe 24e, puis se classe 10e du Tour du Danemark. Il prend ensuite la direction du Pays basque où il finit troisième de la Subida a Urkiola, puis 7e de la Classique de Saint-Sébastien. Il effectue une nouvelles fois une campagne de semi-classiques avec quelques bons résultats : 2e des Trois vallées varésines, 4e du Grand Prix de Zurich, 1er du Tour de Vénétie, 2e de la Coppa Placci, 3e du Grand Prix de l'industrie et du commerce de Prato, et 8e du Tour d'Émilie. Il continue avec les championnats du monde où il finit au sein du peloton, à la 25e place, et où son leader Michele Bartoli finit 4e. Il termine son année avec une bonne 6e place sur le Tour de Lombardie.
En 2001, son programme de début de saison est le même que les deux années précédentes : le Tour méditerranéen qu'il remporte pour la deuxième fois de sa carrière, le Trofeo Laigueglia et le Tour du Haut-Var dont il prend la 3e place, et le Grand Prix de Chiasso où il s'impose également. Il s'aligne ensuite sur Tirreno-Adriatico dont il remporte la 4e étape, ainsi que le classement général, pour la première et seule fois de sa carrière, devant Gabriele Colombo, classé dans la même seconde que lui. Il continue sur sa lancée en remportant deux étapes du Tour du Pays basque. Il est à nouveau bien classé sur les ardennaises, mais n'arrive toujours pas à gagner, notamment sur Liège-Bastogne-Liège où il est battu de peu au sprint par Oscar Camenzind. Avant de disputer le Tour d'Italie, il se classe second du Grand Prix de Francfort, puis remporte le Grand Prix de l'industrie et de l'artisanat de Larciano. Sur le Giro, il se classe second de la 8e étape, mais abandonne lors de la 14e étape.
Il remporte dans la foulée le Mémorial Fausto Coppi. Au Brixia Tour, il remporte la 2e étape devant le futur lauréat de l'épreuve, Cadel Evans. Il termine ensuite second de la Luk Challenge, et accroche le podium de la Classique de Saint-Sébastien. S'ensuit une période sans résultats significatifs, mais Rebellin se relance sur les semi-classiques italiennes en terminant 3e du Tour de Vénétie, vainqueur du Tour de Romagne, 7e du Tour de Lazio, 1er du Grand Prix de l'industrie et du commerce de Prato, et 3e du Tour d'Émilie. Les championnats du monde n'étant pas assez vallonnés pour lui, il termine au sein du peloton, à la 32e place. Sa dernière course fut le Tour de Lombardie, qu'il finit seulement 30e. Malgré cet échec, sa saison est une réussite puisqu'il comptabilise, cette année-là, 11 victoires, soit le meilleur total de sa carrière.

### 2002-2003: Signature dans une équipe allemande
En 2002, il signe au sein de l'équipe Gerolsteiner. Sa première partie de saison est un échec : malgré de correctes 6e et 2e places sur le Tour du Haut-Var, puis sur le Grand Prix de Lugano, il finit loin sur Tirreno-Adriatico, Milan-San Remo, et le Tour du Pays basque. Sa campagne de classiques ardennaises est également mitigée : 11e sur la Flèche Wallonne, 9e à Liège et abandon sur l'Amstel. La suite n'est pas plus glorieuse avec un abandon sur le Giro et une 27e place sur le Tour de Suisse.
Sa deuxième partie de saison est beaucoup plus satisfaisante. Cette campagne débute par une 3e place sur la EuroEyes Cyclassics, puis par une victoire sur le Grand Prix de la ville de Camaiore. Arrivent ensuite la Classique de Saint Sébastien et le Grand prix de Zurich qu'il termine 15 et 7e. Sur les semi-classiques italiennes qui suivent, il débute par une 6e place sur les Trois Vallées Varésines, puis enchaîne par cinq podiums consécutifs mais sans jamais gagner. Ainsi il termine 3e des Tour de Vénétie, Trophée Mélinda et Coppa Placci, et 2e des Tour du Frioul et Giro del Lazio. Il remporte ensuite le Luk Challenge. Enfin sur Tour de Lombardie, il passe près de la victoire, battu seulement au sprint par Michele Bartoli.
La saison 2003 commence sur les mêmes bases que la fin de saison précédente avec une 2e place sur le Tour d'Andalousie, à simplement 8 secondes du vainqueur. Après avoir terminé notamment 9e du Tour du Haut-Var, il s'aligne sur Paris-Nice dont il gagne la 2e étape et termine 2e du général. La suite est mitigée : 76e de Milan-San Remo, 5e du Grand Prix Miguel Indurain et 30e du Tour du Pays basque. Sur les classiques, il termine 4e de l'Amstel Gold Race, mais chute sur la Flèche wallone où il se relève avec une micro-fracture de l'épaule gauche. Dans ces conditions il termine 13e de Liège-Bastogne-Liège, mais il parvient à s'imposer sur le Grand Prix de Francfort. Cette blessure le prive de Tour d'Italie. Il prépare donc le Tour de France en prenant la 14e place du Tour d'Allemagne, puis la 6e place de son championnat national. Il prend ensuite le départ du Tour sur lequel il ne pèse absolument pas et abandonne à la fin de la deuxième semaine.
Reprend ensuite la saison des classiques qu'il affectionne, qu'il débute par une 2e place, derrière Paolo Bettini, sur la EuroEyes Cyclassics. Après avoir fini 7e de la Classique de Saint-Sébastien et 5e du Grand Prix de Zurich, il enchaîne de nombreuses courses dont il obtient quelques résultats notables : 2e du trophée Melinda et de la Coppa Placci, 1er du Grand Prix de l'industrie et du commerce de Prato, 3e du Tour d'Émilie, et 2e de la Luk Challenge et de Milan-Turin.

### 2004: Triplé historique sur les ardennaises
Sa saison commence bien avec une 6e place sur le tour du Haut-Var. Mais c'est sur Paris-Nice qu'il se fait le plus remarquer en terminant 2e du classement général pour la seconde année consécutive, mais en remportant cette fois ci le maillot vert du classement par points. La suite est un peu plus décevante avec notamment une 167e place sur Milan-San Remo.
C'est à 33 ans que Rebellin réalise une semaine incroyable sur les classiques ardennaises. Elle débute par une victoire sur l'Amstel Gold Race, où il est le seul à pouvoir suivre Michael Boogerd, qu'il bat finalement au sprint. Ce succès lui permet de se débarrasser de l'étiquette « condamné aux places d'honneur ». En effet, entre ses victoires au Grand Prix de Zurich en 1997 et à l'Amstel Gold Race 2004, Rebellin a accumulé une kyrielle de places d'honneur en prenant 31 fois place dans les vingt premiers d'une classique majeure, sans parvenir à monter sur la plus haute marche du podium. Cependant, il ne s’arrête pas là et remporte trois jours plus tard la Flèche Wallonne. Seul coureur à pouvoir suivre l'attaque de Di Luca dans le Mur de Huy, il le contre sur le sommet pour aller décrocher la victoire. Enfin, il s'impose sur la doyenne des classiques, Liège-Bastogne-Liège, où il devance à nouveau Boogerd. Cette victoire lui permet de réaliser pour la première fois un triplé historique, que seul Philippe Gilbert parviendra à rééditer en 2011.
Il ne brille cependant pas sur le Tour d'Italie qu'il abandonne lors de la 8e étape. Il revient à la compétition à la fin du mois de juillet au Tour de Saxe dont il remporte les 3e et 4e étapes, mais dont il termine seulement 13e du classement général. La suite de sa saison est classique : après s’être classé 6e de la EuroEyes Cyclassics, il joue la gagne sur la Classique Saint-Sébastien dont il termine 3e du sprint. Il enchaîne avec des 6e places sur les Trois Vallées Varésines et le Grand Prix de Zurich. Il remporte ensuite une nouvelle victoire sur le Trophée Mélinda cette fois ci. Ses derniers résultats notables sont une 2e place sur la Coppa Placci, une 3e place sur Paris-Bourges, et une 13e place sur Paris-Tour.
Malgré ses victoires dans ces classiques prestigieuses, il ne remporte pas la coupe du monde 2004, s'inclinant devant Paolo Bettini. Il termine l'année sixième du classement UCI.

### 2005-2008: Fin de l'aventure Gerolsteiner

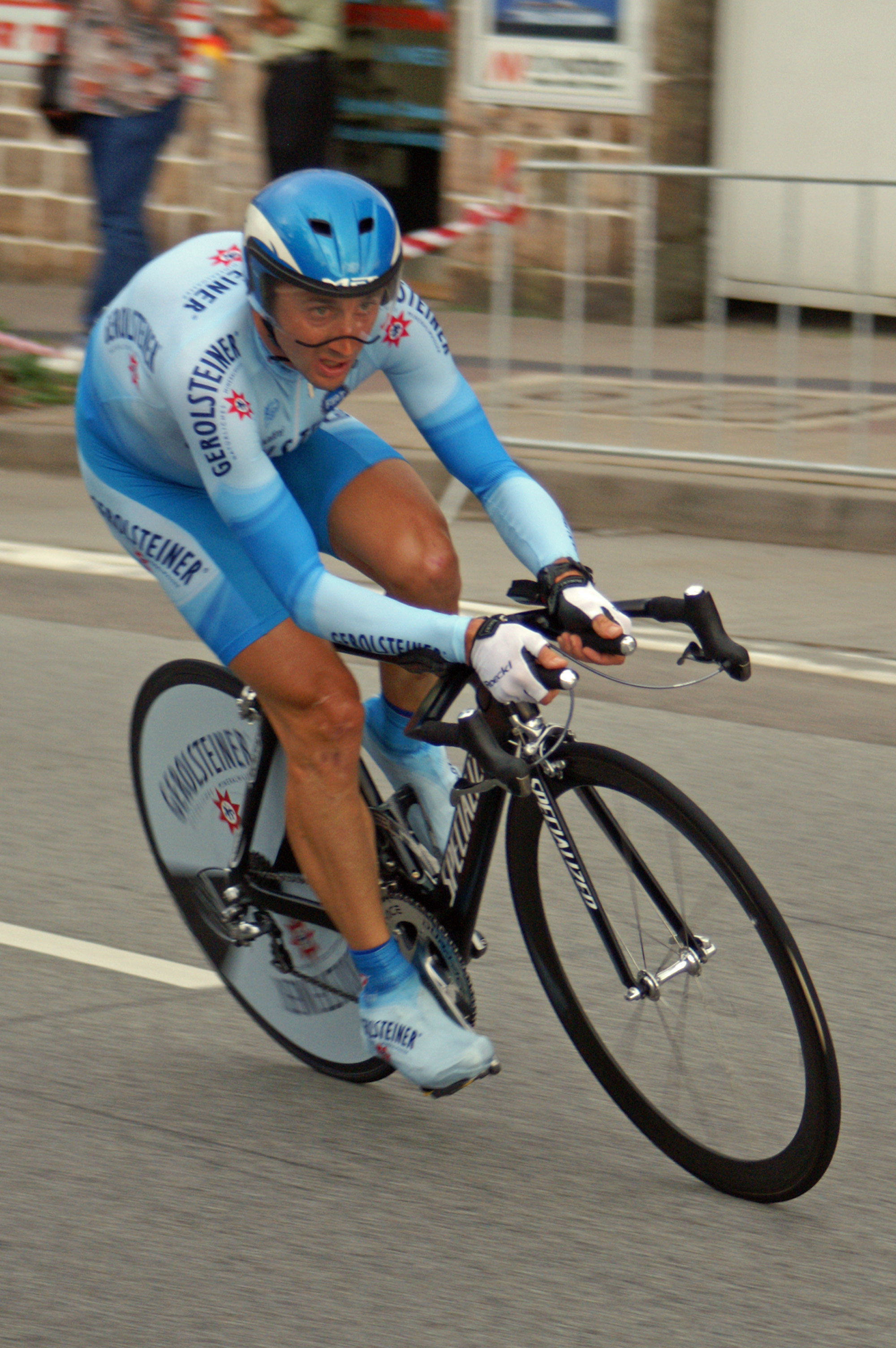
Davide Rebellin au Tour d'Allemagne, en 2005.

Le début de sa saison 2005 s'effectue en France, mais est mitigé : 14e du Tour Méditerranéen, 4e du Tour du Haut-Var et 10e de Paris-Nice. Après un énième Milan-San Remo raté, il prend la direction du Tour du Pays basque où il réalise d'excellentes performances en finissant 2e du classement général (le meilleur résultat de sa carrière sur cette course en 9 participations), à seulement 3 secondes de Danilo Di Luca, mais 8 secondes devant Alberto Contador. Sur les classiques d'avril, il ne parvient pas à rééditer le tour de force de l'année précédente, mais termine tout de même 4e de l'Amstel Gold Race, 3e de la Flèche wallonne et 11e de Liège-Bastogne-Liège. Il prend ensuite part à des courses d'une semaine (Tour de Romandie, Tour de Catalogne et Critérium du Dauphiné), mais il n'obtient pas de résultats convaincants.
Il revient à la compétition en août où il enchaîne de bonnes places sur les courses d'un jour, mais des résultats médiocres sur les courses d'une semaine. Ainsi, il termine 5e de la EuroEyes Cyclassics puis abandonne au Tour du Benelux, finit 12e de la Classique de Saint-Sébastien puis 28e du Tour d'Allemagne, accroche le podium sur le Grand Prix de Plouay et abandonne au Tour de Pologne. Sa saison se termine plutôt bien avec une 4e place sur le Tour d'Émilie, et une 5e place sur le Tour de Lombardie. De plus, grâce aux nombreuses places d'honneur dans les courses d'un jour, il termine troisième du classement UCI ProTour.
En 2006, Rebellin débute par le Tour de l'Algarve qu'il dispute pour la 1re fois, et dont il prend la 6e place du général. Il prend ensuite la direction de la Suisse, où il se classe 2e du Grand Prix de Chiasso, puis 4e du Grand Prix de Lugano. Il termine ensuite simplement 11e sur Tirreno-Adriatico, puis 41e de Milan-San Remo. Sur le Tour du Pays basque, il réalise de bonnes performances et est sur le podium provisoire à la veille de l'arrivée. Mais un mauvais chrono le rétrograde à la 11e place finale. Sa campagne de classiques ardennaises est également difficile avec simplement une 6e place glanée sur l'Amstel Gold Race. Sur le Giro, les résultats sont encore médiocres et il abandonne à la 9e étape.
Il dispute ensuite quelques courses d'un jour, mais où il connait surtout des échecs, comme sur la Classique de Saint Sébastien dont il prend la 43e place. Après cela, il prend le départ de la Vuelta où il perd rapidement du temps au général. Cependant, il s'échappe lors de la 9e étape en compagnie d'un groupe d'un vingtaine de coureurs. Mais dans l'Alto du Mirador pourtant à sa portée (5,7 km à 3,8 % de moyenne), il est battu par Sergio Paulinho et termine 2e. Il abandonnera quatre jours plus tard. Malgré cette saison mitigée, son année se termine plutôt bien. En effet, après une 3e place sur le dernier Grand Prix de Zurich réservé aux professionnels, il s'impose sur le Tour d'Émilie en battant Danilo Di Luca au sprint. Enfin il termine 5e du Tour de Lombardie, 45 secondes derrière Bettini.
En 2007, il débute par une 4e place sur le Tour de l'Algarve. Il enchaîne par une 2e place au Grand Prix de Chiasso, et une 17e place au Grand Prix de Lugano. Sur Paris-Nice, il prend le maillot de leader lors de la 4e étape s'achevant à Mende, dans la montée Laurent Jalabert. Mais il ne peut suivre l'attaque d'Alberto Contador dans le col d'Èze, lors de l'ultime étape. Il perd donc le maillot jaune au profit de ce dernier et termine second du général. Après un nouveau Milan-San Remo sans briller, il se classe 6e du Tour du Pays basque. Sur les classiques il répond de nouveau présent en terminant 2e de l'Amstel Gold Race derrière son équipier Stefan Schumacher, puis en remportant la Flèche wallonne devant Alejandro Valverde et Danilo Di Luca. Mais ce dernier prend sa revanche en remportant Liège-Bastogne-Liège où Rebellin termine 5e et endosse le maillot de leader du Pro Tour. Cependant, il le perdra à la suite d'un Giro médiocre qu'il abandonnera, et il sera récupéré par son vainqueur, Di Luca.
Il dispute ensuite le championnat d'Italie où il se classe 3e. Il s'aligne ensuite sur le Brixia Tour dont il remporte la 1re étape et le général. Comme chaque année, il dispute la Classique de Saint-Sébastien qu'il finit 10e. En Allemagne, il termine 10e du Tour national et 6e de la Vattenfall Cyclassics. Après un abandon sur la Vuelta, il réalise de bons championnats du monde en terminant 6e à 6 secondes de son coéquipier victorieux, Paolo Bettini.

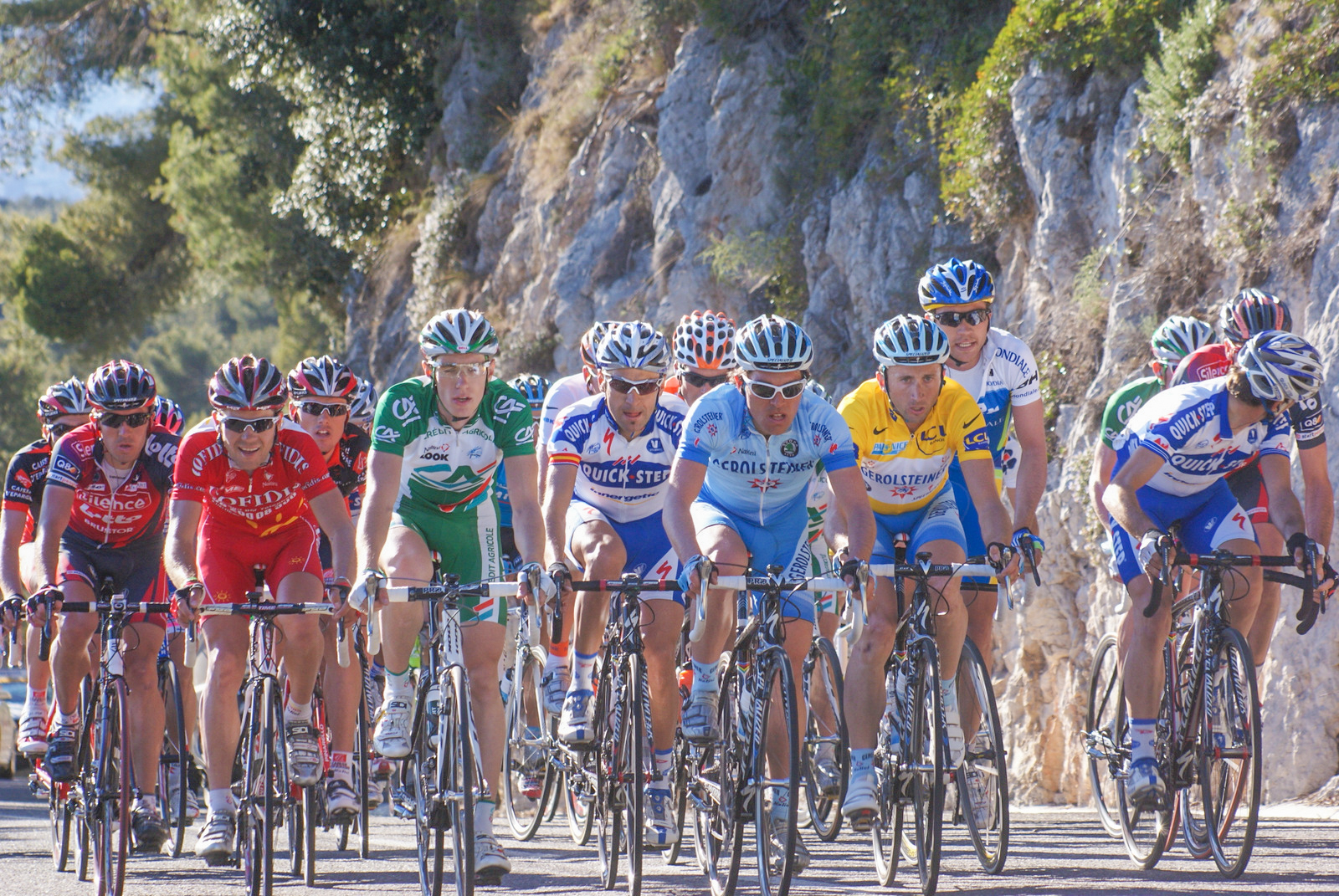
Davide Rebellin avec le maillot jaune devant le peloton lors de la montée du col d'Èze en 2008.

En 2008, après avoir gagné le Tour du Haut-Var et fini 2e du Grand Prix de Lugano derrière Rinaldo Nocentini, il s'adjuge enfin Paris-Nice après avoir échoué à trois reprises sur le podium. Sur Milan-San Remo, il tente sa chance dans la Cipressa, avant-dernière difficulté de la journée, notamment en compagnie de Paolo Bettini. Ils seront par la suite repris mais il parvient tout de même à accrocher une 4e place. Il n'avait plus fini dans le top 10 de la Primavera depuis 1995. Après une 11e place au Pays basque, il réalise de bonnes ardennaises, en terminant 4e de l'Amstel Gold Race, 6e de la Flèche Wallonne et 2e de Liège-Bastogne-Liège, battu au sprint par Alejandro Valverde. Sur son Tour national, il abandonne encore au terme de la 13e étape.
Il termine ensuite 4e du championnat d'Italie, puis prend part successivement au Tour d'Autriche et au Brixia Tour dont il se classe respectivement 6e et 4e. Sur la Classique de Saint-Sébastien, il arrive pour la gagne au sein d'un groupe de 10 coureurs. La course est remportée par Valverde et Rebellin termine 3e. Dans la foulée, il prend le départ des Jeux olympiques de Pékin où il arrive à nouveau pour la victoire, mais ne peux faire mieux que remporter l'argent, laissant l'or à Samuel Sanchez. Il s'aligne ensuite sur la Vuelta où il joue la gagne sur les étapes. Mais il échoue à trois reprises à la 2e place, et il abandonne après la 11e étape. Il dispute ensuite les championnats du monde qui ont lieu en Italie, et où son pays va réaliser une performance incroyable. En effet il termine 4e d'une course remportée par un autre italien, Alessandro Ballan, qui bat au sprint un autre coureur italien, Damiano Cunego. Son année se termine par une 2e place sur le Tour d'Émilie, où il est devancé par Danilo Di Luca.
Cependant, la Gerolsteiner est dissoute à l'issue de la saison et Rebellin doit chercher une nouvelle équipe.

### 2009-2010: Changement d'équipe puis suspension
Pour la saison 2009, Rebellin décide de rejoindre les rangs de la Serramenti Diquigiovanni. Il débute cette année sur la Ronde d'Aix en Provence qu'il termine 2e derrière Sylvain Chavanel. Il prend ensuite le départ du Tour d'Andalousie qu'il finit à la 3e place, après avoir remporté 2 étapes et le classement par point. Il dispute d'autres courses en février, comme le Grand Prix de Lugano où il se classe 2e. Il enchaîne les bons résultats avec une 6e place sur Tirreno Adriatico. Sur Milan-San Remo, il va tenter de distancer ses adversaires en attaquant dans le Poggio, dernière difficulté de la journée. Il est rejoint par Filippo Pozzato, puis Vincenzo Nibali, mais les trois hommes sont rejoints dans la descente. Il se classe finalement 38e. Deux semaines plus tard, il réussit à se hisser sur le podium de la Semaine lombarde. Cependant sa campagne de classique ardennaise débute mal car il termine 41e de l'Amstel Gold Race. Mais quelques jours plus tard il remporte, à presque 38 ans, pour la troisième fois de sa carrière, la Flèche Wallonne en devançant Andy Schleck. Ainsi il fait partie des quatre coureurs ayant le plus de victoires sur cette épreuve (avec notamment Eddy Mercx), mais derrière Alejandro Valverde qui en compte cinq. À noter également qu'il remporte sa 5e ardennaise, ce qui en fait un des coureurs les plus titrés, à égalité avec Bernard Hinault par exemple. Il conclut cette campagne par une 3e place sur Liège-Bastogne-Liège, derrière Schleck qui prend sa revanche.
Cependant, le 28 avril 2009, la presse italienne annonce qu'il est l'un des six athlètes ayant fait l'objet d'un contrôle antidopage positif à l'EPO CERA durant les Jeux olympiques de Pékin,. Il perd sa médaille d'argent au profit du Suisse Fabian Cancellara.

Le 1er octobre 2010, l'UCI annonce une suspension de deux ans : jusqu'au 27 avril 2011. Au vu de son âge, on peut penser qu'il ne pourra pas reprendre la compétition professionnelle. Mais il a annoncé son intention de reprendre la compétition à l'issue de cette suspension.

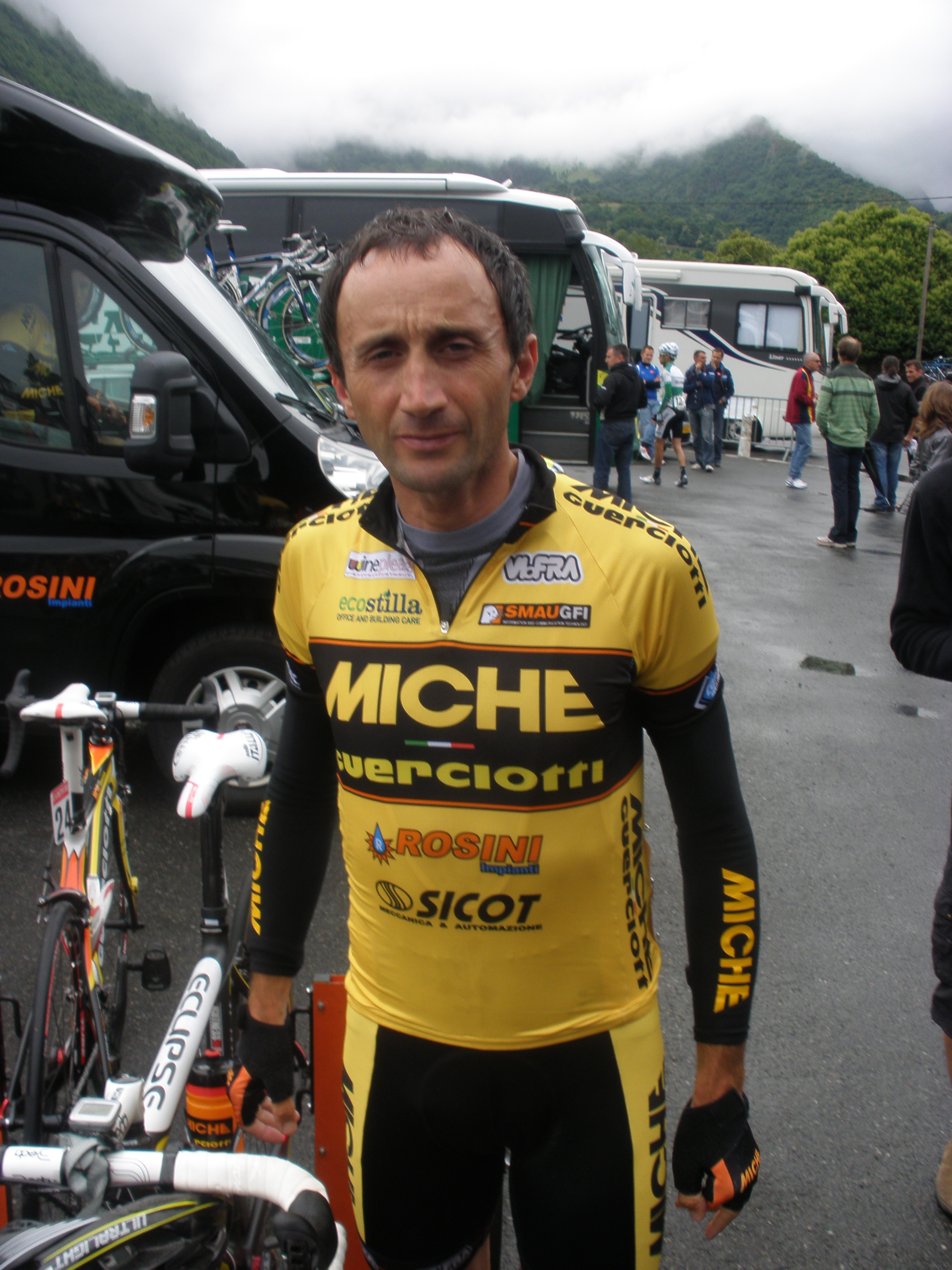
Davide Rebellin lors de la Route du Sud 2011.

### 2011: Retour à la compétition
Le 25 avril 2011, la presse spécialisée annonce son retour dans la formation Andalucía-Caja Granada. Les dirigeants de l'équipe réfutent le transfert le lendemain. Le 3 mai 2011, Rebellin annonce son transfert dans l'équipe Miche-Guerciotti.
Dans la foulée, il reprend la compétition au Tour de la communauté de Madrid où il apparaît déjà en bonne forme puisqu'il finit 6e. Il enchaîne par une 5e place sur le Tour d’Azerbaïdjan, et une 6e place sur le Grand Prix du Canton d'Argovie. À la suite de ces bons résultats, il termine deuxième de la Route du Sud le 19 juin, à 40 secondes de Vasil Kiryienka. De mi-juillet jusqu'à la fin de la saison il court exclusivement sur le sol italien, avec immédiatement de très bons résultats: 3e du Grand Prix Nobili Rubinetterie, 5e du Brixia Tour, 2e du Trofeo Matteotti, et 3e du Grand Prix Camaiore.
C'est le 16 août, à l'âge de 40 ans, qu'il renoue avec la victoire à l'occasion de la renommée Trois vallées varésines, où il devance Domenico Pozzovivo et Thibault Pinot. Après une 12e place sur la Coppa Agostini, il gagne à nouveau, sur le Trophée Melinda cette fois-ci. Il brille même sur des courses d'une semaine en terminant 3e de la Semaine Lombarde, puis 5e de la première édition du Tour de Padanie, remportée par Ivan Basso. Sur les dernières courses de l'année, on peut noter des 2e places sur le Mémorial Marco Pantani puis sur la Coppa Sabatini et une 4e place sur le Tour d'Émilie.

### Saison 2012
Il signe un contrat avec l'équipe Meridiana Kamen en mai 2012. Il débute par le Tour de Grèce qu'il termine deuxième derrière Robert Vrecer. Après une quatrième place sur le Trophée Melinda, il termine sur le podium du Tour de Slovaquie dont il remporte la deuxième étape. Il finit ensuite à la quinzième place du championnat d'Italie, à 3 minutes 15 de Franco Pellizotti. Après deux mois de coupure, il finit quatrième du Gran Premio Industria e Commercio Artigianato Carnaghese. Après une nouvelle cinquième place sur le Tour de Padanie et un podium sur le Grand Prix de l'industrie et du commerce de la ville de Prato, il remporte la deuxième étape et le classement général du Tour du Gévaudan, à nouveau devant Vrečer. Sa saison se conclut par une dixième place sur la Coppa Sabatini.

### Saison 2013
En 2013, Davide Rebellin s'engage avec la formation polonaise CCC Polsat Polkowice.
Il débute par le Tour méditerranéen où il finit dix-huitième. En février et mars, il est notamment neuvième du Tour d'Andalousie, septième du Tour de Murcie, huitième de la Semaine internationale Coppi et Bartali, et quatrième de la Volta Limburg Classic. Il prend ensuite de très obscures places sur la Flèche brabançonne puis sur le Tour du Trentin. Il remporte ses deux premières victoires de la saison lors du Szlakiem Grodów Piastowskich dont il finit deuxième à 12 secondes de Jan Bárta. Après avoir fini sixième du Tour d'Estonie puis vingtième du Ster ZLM Toer, il dispute les championnats d'Italie où il arrive dans le trio se jouant la gagne. Il termine cependant troisième, battu par Ivan Santaromita. Il participe également à l'épreuve chronométrée qu'il termine onzième.
Sur le Sibiu Cycling Tour, il remporte sa troisième victoire de la saison, et fait un carton plein en gagnant à la fois le classement général, le grand prix de la montagne et le classement par points. Il prend la 21e place du Tour de Pologne. Il enchaîne avec les quatrième et cinquième places de la Coppa Agostini et des Trois Vallées Varésines. Sa fin de saison est marquée par des résultats décevants, avec en point final le 17e rang du Grand Prix Bruno Beghelli.

### Saison 2014
Sa saison débute en France par une 25e place sur le Grand Prix d'ouverture la Marseillaise, puis par des 11e et 14e place sur l'Étoile de Bessèges puis le Tour méditerranéen. Il prend ensuite la direction de l'Espagne où il prend de nouvelles places honorables : 18e du Tour d'Andalousie, troisième du Tour de Murcie et dixième de la Clásica de Almería. Il apparaît en bonne forme sur les classiques en terminant septième de la Flèche brabançonne, puis treizième de l'Amstel Gold Race, à 12 secondes de Philippe Gilbert. Il continue en se classant successivement cinquième du Tour de Turquie, puis du CCC Tour-Grody Piastowskie.
Après des Tour de Bavière et de Suisse ratés, il termine deuxième du Sibiu Cycling Tour à une minute de Radoslav Rogina, malgré une victoire sur le contre-la-montre par équipe. Il se classe 19e du Tour de Pologne puis monte sur le podium du Tour du Limousin. Il termine la saison par une campagne de semi-classiques où il accroche quelques places d'honneur : sixième du Tour du Doubs, quatrième des Trois vallées varésines et de la Coppa Sabatini, ainsi que huitième de Milan-Turin. Son avant dernière course se solde par un succès sur le Tour d'Émilie, glanant ainsi sa seule victoire individuelle de la saison.
Il déclare dans une interview au journal L'Équipe : « Les jambes tiennent, le corps tient. Je ne sais pas jusqu'où j'irai. »

### Saison 2015
Après des premières courses sans résultats, il parvient à se classer huitième du Tour du Haut-Var. Il se classe ensuite cinquième de la semaine internationale Coppi et Bartali, notamment grâce à la victoire de la CCC-Polsat dans le contre la montre par équipe. Sur les classiques, il finit cinquième de la Flèche brabançonne, mais ne peut faire mieux que 28e de l'Amstel Gold Race. Fin avril, il s'adjuge l'étape reine du Tour de Turquie, au sommet d'Elmali en sortant du peloton au début du col, puis distançant Kristijan Đurasek dans les derniers 100 mètres. Il évite les cassures sur les étapes qui suivent, notamment à Pamukkale où il est 9e, mais explose totalement lors de l'arrivée à Selçuk, laissant le maillot de leader à Đurasek. Il est à ce moment encore 2e au général. Il doit cependant abandonner lors de la dernière étape, à la suite d'une chute provoquée par un chien. Durant ce Tour de Turquie, le tribunal de Padoue le blanchit et lui restitue sa médaille d'argent acquise aux Jeux olympiques de Pékin.
Il enchaîne par une septième place sur le Tour de Norvège, mais ne peut faire mieux que 26e sur le Tour de Suisse, malgré une échappée lors de la 8e étape. Mais dans la foulée, il parvient à finir cinquième de son championnat national, à 1 minute et 17 secondes de Nibali. Sur le Sibiu Cycling Tour dont il est tenant du titre, il termine second, à 12 secondes de Mauro Finetto. Son Tour de Pologne est cette fois ci beaucoup plus convaincant, avec une sixième place sur la très difficile étape arrivant à Zakopane, et une onzième place au général. Après avoir terminé dixième du Tour du Limousin, il dispute la saison des classiques et semi-classiques italiennes. Sur la Coppa Agostoni, il réalise un exploit en s'échappant à 50 kilomètres de l'arrivée en compagnie de deux coureurs d'Astana : Vincenzo Nibali et Michele Scarponi. Ce dernier étant distancé, il dispute et remporte le sprint face à Nibali en évitant d’extrême justesse le retour du peloton. En fin de saison, il termine trentième du Tour de Lombardie.

### Saison 2016
Sa saison débute dans le golfe Persique par une neuvième place sur le Tour de Dubaï. Après le Tour du Qatar, il se classe treizième d'un Tour d'Oman très relevé. Il enchaîne cependant les deux mois suivant par des prestations décevantes sur des courses qu'il affectionne pourtant, comme Tirreno-Adriatico, Milan-San Remo, la Flèche brabançonne, l'Amstel Gold Race. Son Tour de Turquie est également moins réussi car il se fait piéger dès la deuxième étape, et termine simplement 8e au sommet d'Elmali. Sur le Tour of Malopolska, il termine cinquième à une minute et demie de son équipier Mateusz Taciak. Au championnat d'Italie, il termine 27e.
Après une 19e place sur le Sibiu Cycling Tour, il finit cinquième de Rad am Ring. En août, il est au départ du Tour de République tchèque dont il prend la troisième place, à 33 secondes du vainqueur, Diego Ulissi. Il connait un mois de septembre difficile sur les semi-classiques italienne qu'il affectionne pourtant, avec simplement une huitième place sur le Mémorial Marco Pantani. Il s'aligne ensuite sur le Tour de Lombardie pour la 16e fois de sa carrière, ce qui constitue le record de participation sur cette épreuve. Il y prend une modeste 54e place. Il conclut sa saison par une quatorzième place du Tour d'Abou Dabi.
En fin de saison, la CCC Sprandi Polkowice décide de ne pas renouveler son contrat.

### Saison 2017
À 45 ans, Davide Rebellin s'engage pour sa 26e saison professionnelle avec l'équipe Kuwait-Cartucho.es. Il effectue un bon début de saison puisqu'en février, il se classe seizième, à 28 secondes du vainqueur, du Tour du Haut Var, puis treizième à 13 secondes du vainqueur du Tour La Provence. Il parvient également à terminer dans le groupe de tête de la Classique Loire Atlantique, mais termine plus loin sur les Grand Prix Miguel Indurain et le Tour de la Rioja. En avril, il termine sur le podium de la première édition du Tour de Lombok, situé à Singapour. En mai, après deux échecs sur les Tours des Asturies et de la Communauté de Madrid, il parvient à finir à une belle quinzième place du Tour de Castille-et-León. Il s'impose ensuite au Skandis GP en Suède.
Il dispute une cyclo-sportive, la Mercan'Tour Bonette, qu'il remporte.
Au championnat d'Italie, il ne parvient pas à suivre les meilleurs, mais réussit à s'accrocher au sein d'un groupe jouant la sixième place : il se classe finalement dixième à 50 secondes de Fabio Aru, mais 23 secondes devant Vincenzo Nibali qui termine seulement douzième.
Il est ensuite plus discret et termine successivement 17e du Tour du lac Qinghai puis 27e du Tour du Portugal. La fin de saison est plus fructueuse. Fin août, il s'impose sur le critérium belge de Gravenwesel devant deux coureurs de la Lotto-Soudal : Tosh Van Der Sande et Kris Boeukmans. Fin septembre, il s'adjuge en Indonésie la première étape du Tour de Banyuwangi Ijen avec 1 minute 35 d'avance sur Drew Morey, de 25 ans son cadet. Lors des trois étapes suivantes, il parvient à conserver sa première place malgré les nombreuses attaques de ses concurrents. Il remporte ainsi le classement général et prouve qu'à 46 ans, il peut toujours obtenir des résultats. Il enchaîne avec le Tour d'Iran - Azerbaïdjan dont il remporte la cinquième et avant dernière étape au sprint devant un autre Italien, Nicola Toffali. Il termine septième du classement général, à 46 secondes du vainqueur.

### Saison 2018
À l'automne 2017, après avoir offert ses services à son ancienne équipe la CCC Sprandi Polkowice, puis à la nouvelle formation continentale professionnelle Vital Concept, Davide Rebellin s'engage avec l'équipe algérienne Natura4Ever-Sovac, avec laquelle il signe un contrat non professionnel.
Sa saison débute dès janvier, aux Émirats arabes unis, sur le Sharjah Tour. Il perd plus d'une minute lors du contre-la-montre initial, mais parvient à se replacer grâce à sa 4e place sur l'étape reine où il termine dans le même temps que le vainqueur. Il est finalement 11e, à 58 secondes de Javier Moreno. La suite de sa préparation se fait en France sur les Tours de la Provence et du Haut-Var, qu'il termine respectivement aux 34e et 42e places.
Dans le cadre de son nouveau sponsor, il prend part pour la première fois de sa carrière à une course africaine en s'engageant sur le Grand Prix international de la ville d'Alger. Il termine quinzième, à 56 secondes du champion de Grèce Charalampos Kastrantas.
Après un rapide retour en France début mars où il dispute le Grand Prix de Lillers souvenir Bruno Comini (qu'il termine 32e, au sein du peloton), il dispute une nouvelle course à étapes africaine : le Tour Cycliste International de la Pharmacie Centrale de Tunisie, qui n'avait plus été organisé depuis 2008. S'il parvient à rester avec les meilleurs lors de la 1re étape, tout va se dérégler par la suite. En effet la 2e étape est tout d'abord raccourcie, puis ses résultats sont annulés en raison de mauvaises conditions climatiques (seulement 7 coureurs ont été classés). Rebellin est quant à lui contraint à l'abandon. Mais la 3e étape étant à son tour annulée à la suite d'une météo exécrable qui persiste, les commissaires décident de reprendre les résultats de la veille pour déterminer le classement général. C'est donc son coéquipier Gaëtan Bille qui l'emporte. Ce qui était prévu comme la 4e et dernière étape est disputée de façon indépendante, avec tous les coureurs au départ. Mais là aussi, Rebellin abandonne.
Il s'aligne ensuite sur le Tour d'Algérie. Toujours placé, jamais gagnant, il termine la semaine au pied du podium, à 2 minutes 13 d'Azzedine Lagab. Il enchaine avec le Circuit des Ardennes où il parvient à terminer toutes les étapes au sein du peloton. Cependant, le profil étant peu sélectif, il termine 39e, à 21 secondes du vainqueur. Après quelques autres courses françaises peu fructueuses, il s'aligne sur le Tour international de la Wilaya d'Oran. Il s'y montre performant car, après avoir terminé avec les favoris lors des deux premiers jours, il s'impose sur l'étape reine. Mais au jeu des bonifications, c'est son coéquipier Laurent Évrard qui enlève le général. Rebellin termine donc deuxième, pour 5 secondes.
Il prend ensuite part au Tour de Belgique avec des ambitions. Cependant, il perd une minute dans le contre-la-montre. Lors de l'étape reine, il rate l'échappée d'une trentaine de coureurs qui se détache dès le début de course et qui comporte en son sein tous les leaders. Il termine 32e du général, à 10 minutes 35 de Jens Keukeleire. Il participe ensuite à une cyclosportive, la Mercan’Tour Turini, qu'il termine 4e.
Sur son championnat national, il ne peut pas rivaliser avec les meilleurs et termine 40e, à près de 12 minutes du vainqueur. Il enchaîne par des courses d'un jour où il se montre un peu plus à son avantage, comme sur les Grand Prix Jean-Pierre Monseré et Pino Cerami où il termine dans le premier peloton, ainsi qu'au Grand Prix Albert Fauville où une crevaison le prive de la possibilité de jouer une place sur le podium. Il profite aussi de l'été pour, comme chaque année, disputer divers critériums, comme le Crito Star, remporté par Anthony Roux. Il se classe par la suite trente-deuxième du Grand Prix des Marbriers, 25e de Druivenkoers - Overijse et 32e du Grand prix d'Isbergues. Il conclut son année par une très modeste 75e place sur Binche-Chimay-Binche, confirmant les difficultés rencontrées sur le sol européen, notamment tout au long de la seconde moitié de la saison.

### Saison 2019
Après avoir annoncé à la mi-novembre avoir deux offres pour 2019, Rebellin décide de rempiler dans son équipe, devenu Team Sovac, à la suite du départ du sponsor belge Natura4Ever. Sa saison débute en France, au Grand Prix la Marseillaise, où il finit dans le premier peloton (33e). Il dispute ensuite l'Etoile de Bessèges qu'il finit 63e, seulement distancé lors de l'ultime contre la montre. Il enchaîne avec le Tour du Haut Var dont les étapes sont beaucoup plus sélectives que les courses précédentes. Il le termine à la 36e place, à près de 11 minutes de Thibaut Pinot. Durant cette course, Rebellin se plaint des conditions dans lesquelles son équipe a été logée, ainsi que de ses infrastructures, estimant qu'elles n'étaient « pas dignes ». À la suite de cet incident, après deux mois sans courir, il annonce que son contrat avec Sovac a été rompu à l'amiable, et qu'il s'engage à compter du 1er mai avec la formation continentale croate Meridiana Kamen. Il annonce également que ce sera son dernier challenge et qu'il se retirera après les championnats d'Italie le 30 juin.
Il renoue avec la compétition à la mi-juin, près de quatre mois après sa dernière course, à l'occasion du Tour de Slovénie. Il fait bonne figure en se classant vingtième au terme de cinq étapes. À trois jours de son championnat national, Rebellin annonce qu'il pourrait revenir sur sa décision et qu'il tente de signer dans une équipe professionnelle pour la saison prochaine.
Il prend finalement la 18e place de son championnat national, terminant avec des coureurs comme Fausto Masnada ou Giulio Ciccone, tous deux vainqueurs d'étape sur le dernier Giro. Il annonce le soir même sur les réseaux sociaux qu'il poursuit sa carrière au moins jusqu'à la fin de la saison.
Durant l'été, il remporte le Crito'Star, seul critérium de France organisé derrière derny, devant deux des plus gros baroudeurs du dernier Tour de France, Stéphane Rossetto et Yoann Offredo.
Il remet un dossard professionnel en août, à l'occasion de la Coppa Agostini, qu'il termine 18e. Sa saison se conclut dans la foulée, avec la Coppa Bernocchi et le Trofeo Matteotti, où il se classe respectivement 34 et 33e.
À la mi-octobre, après des mois de rumeurs, il signe en faveur de l'équipe hongroise Epowers Factory Team, dont l'objectif est d’être invité sur le Giro 2020 qui s'élancera de Budapest. Douze ans après sa dernière participation, Rebellin pourrait donc, à 48 ans, participer de nouveau à la course rose. Mais faute de fonds suffisants, ce projet est abandonné quelques semaines plus tard. Il est dans la foulée annoncé en négociations très avancées avec la nouvelle équipe continentale Cambodgia Cycling Académie, ce qu'il dément par la suite.

### Saison 2020
Il faudra attendre début février pour que Rebellin annonce officiellement la prolongation de son contrat avec la Meridiana Kamen. Il devient ainsi le plus vieux coureur professionnel du peloton.
Sa saison démarre en Croatie, à l'occasion de l'Umag Trophy. La course se terminant par un sprint massif, il y prend une modeste 109e place. Il dispute ensuite le Porec Trophy, ou le relief plus vallonné lui permet de finir 11e. Malheureusement, la suite de sa saison est marquée, comme pour tous les autres coureurs professionnels par l’épidémie de Covid-19 qui voit l'annulation de toutes les courses cyclistes.
Il reprend la compétition fin juillet, à l'occasion du Sibiu Cycling Tour, disputé en Roumanie. Malgré la présence de deux équipes évoluant au niveau World Tour (Bora-Hansgrohe et Israël Start-Up Nation), il parvient à accrocher une 7e place sur l'étape reine, ainsi qu'une 8e place finale.
Il dispute fin aout le Championnat d'Italie, à propos duquel il déclare que « ça serait un rêve » de gagner. Mais il ne parvient pas à accrocher le premier groupe et doit se contenter d'une 34e place, à près de 7 minutes de Giacomo Nizzolo.
Par la suite, il ne dispute plus aucune course car son équipe n'est pas invitée. Mi décembre, il annonce avoir signé dans l'équipe cambodgienne Cambodia Cycling Academy pour la saison 2021.

### Saison 2021
Cette année démarre de façon peu orthodoxe pour le coureur italien. En effet son équipe, qui est normalement invitée sur le Grand Prix la Marseillaise et l'Étoile de Bessèges, n'aligne pas Rebellin dans ses startlists. Par la suite, une enquête d'Eurosport France révèle de gros dysfonctionnements internes (problèmes de visas, de matériel usagé, non versement de salaires, intimidations et menaces de l'encadrement sur certains coureurs…). Il est également annoncé que l'UCI n'a pas validé la licence professionnelle de la Cambodia Cycling Academy (ce qui la contraint à renoncer au Grand Prix la Marseillaise), et que malgré l'accord conclu, Rebellin n'a signé aucun contrat écrit envers cette équipe. Libre de tout contrat, il s'engage le 20 février avec l’équipe continentale italienne Work Service.
Il réalise ses débuts avec sa nouvelle équipe moins de deux semaines plus tard, lors du Trofeo Laigueglia, qu'il conclut à la 50e place. Il hausse son niveau quelques jours plus tard en terminant 21e du Grand Prix de l'industrie et de l'artisanat de Larciano, à 1 minute 13 de Mauri Vansevenant. Il participe dans la foulée à l'Istrian Spring Trophy, une course à étapes disputée en Croatie. Il y prend la 10e place de l'étape reine, mais un mauvais prologue ainsi qu'une cassure lors de l'ultime journée le font reculer au 29e rang du classement général. Il dispute ensuite la première édition de la Per Sempre Alfredo. Le final totalement plat ne lui convenant pas, il s'y classe 50e. Il s'aligne fin mars sur la Semaine internationale Coppi et Bartali. Après avoir perdu beaucoup de temps lors du contre la montre par équipe, puis lors de la première journée vallonnée, il chute lourdement lors de la 4e étape. Malgré une fracture au niveau du bassin, il parvient à rallier l'arrivée au sein du grupetto, à près de 19 minutes du vainqueur, mais il ne prend pas le départ le lendemain.
Il revient à la compétition plus d'un mois plus tard, à l'occasion du Circuito del Porto-Trofeo Arvedi ou il finit à une anonyme 114e position. Il dispute ensuite la première édition du Mercan Tour Classic Alpes-Maritimes. Le relief montagneux plus adapté à ses caractéristiques lui permet de prendre la 28e place, mais à plus de 10 minutes de Guillaume Martin. Il participe ensuite au Grand Prix Slovenia Istria et au Trofeo Alcide de Gasperi (qu'il a remporté en 1992 alors qu'elle se courrait en amateur) qui se terminent par des sprints massifs dont il termine 57 et 30e. Désigné leader de son équipe pour l'Adriatica Ionica Race, il parvient à se classer 10e de l'étape reine et du classement général. En revanche lors du championnat d'Italie disputé sur le circuit des championnats du monde d'Imola, il est distancé par les meilleurs et termine 25e. Il est plus en réussite sur le Tour des Apennins où il finit 12e. Sur le Sibiu Cycling Tour disputé en Roumanie, Rebellin réussit à limiter la casse lors du prologue où il termine 47e. Ses bonnes places sur les deux arrivées au sommet que propose cette course à étapes (8 et 13e) lui permettent d'accrocher un nouveau top 10 au classement général.
Il participe ensuite à la première édition de Semaine cycliste italienne, disputée sur cinq étapes vallonnée. Malgré un plateau relevé et la présence de six équipes World Tour, il parvient à limiter la casse les trois premiers jours. Mais il perd beaucoup de temps par la suite et se classe 28e de l'épreuve.
Début septembre, il prend le départ du Tour de Roumanie. Il perd du temps dès le contre la montre inaugural, mais il se rattrape en terminant au 7e rang de l'étape reine, à 6 seconde du vainqueur. Une belle 6e place le lendemain lui permet de terminer 7e du classement général, à 26 secondes du vainqueur Jakub Kaczmarek.
Quelques jours plus tard, il chute sur le Mémorial Marco Pantani et se fracture le tibia et la péroné.

### Saison 2022
Malgré les doutes qu'il émet publiquement à pouvoir revenir dans le peloton, Davide Rebellin prolonge avec son équipe pour la saison 2022 et déclare vouloir combiner courses sur route et gravel. Son équipe change de nom et devient Work Service-Vitalcare-Dynatek. Au mois de janvier, Rebellin déclare qu’il terminera sa carrière en fin d'année. Le 16 octobre 2022, il finit 30e de la Veneto Classic qu'il annonce être sa dernière course. Le 28 novembre 2022, il court encore à Monaco le Beking Event, remporté par le vétéran Philippe Gilbert, qui prend aussi sa retraite, à 40 ans.

### Mort
Le 30 novembre 2022, deux jours plus tard seulement après cette dernière course, Davide Rebellin est mortellement percuté par un camion lors d'un entrainement près de Vicence. Le conducteur du poids lourd prend la fuite, mais est localisé deux jours plus tard en Allemagne, après un appel de la famille de David Rebellin à se rendre, et une coopération des polices italiennes, allemandes et slovènes. Il reste libre, son acte n'étant pas couvert par le code pénal allemand. En janvier 2023, le chauffeur de 62 ans, Wolfgang Rieke, n'était toujours pas arrêté en Allemagne, ni son camion mis sous séquestre. Il est arrêté en Allemagne le 15 juin 2023.
Rebellin reçoit aussitôt les hommages attristés de l'ensemble du peloton, anciens coéquipiers et adversaires réunis. Ses anciens coéquipiers français Richard Virenque, Marc Madiot ou Frédéric Guesdon louent « sa générosité, sa tranquillité » et « son professionnalisme ».
Wolfgang Rieke est condamné à quatre ans de prison au mois d’octobre 2024.

## Affaires de dopage et avec le fisc italien
Peu avant le Tour d'Italie 2001, il est filmé en caméra cachée, accompagné de son épouse Selina Martinello, en train de commander des produits dopants dans une chambre d'hôtel. Il sera relaxé en 2005, les images ne pouvant servir de preuve officielle, car elles violent le principe de la protection de la vie privée,.
En mars 2002, à la suite d'une perquisition dans les chambres d'hôtels de coureurs avant le départ de la 4e étape de Tirreno-Adriatico, il fait partie des six coureurs qui font l'objet d'une enquête de police. Les carabiniers ont saisi dans sa chambre un produit à inhaler qu'ils ont restitué au coureur, conduit en caserne pour signer un procès-verbal.
En avril 2009, le CIO annonce que six athlètes ont été testés positifs au cours des Jeux olympiques d'été de 2008 à Pékin, sans mentionner les noms ou les sports concernés. Le Comité olympique national italien confirme ensuite qu'un cycliste italien a été testé positif à l'EPO CERA lors de la course sur route masculine, sans donner de nom. Le lendemain, le 29 avril 2009, le comité olympique italien annonce que Rebellin est l'athlète impliqué,. L'agent de Rebellin envoie une demande d'analyse de l'échantillon B, qui confirme également le contrôle positif.
Le Comité national olympique italien poursuit ensuite Rebellin en justice, réclamant 500 000 euros de dommages et intérêts et une peine de détention de douze mois en vertu d'une loi italienne adoptée en 2000 autorisant les sportifs à être emprisonnés pendant trois ans. De plus il est licencié par son équipe et ne peut plus disputer aucune course après les classiques ardennaises de 2009. Le 17 novembre 2009, il est déclassé par le CIO et perd donc sa médaille d'argent au profit du Suisse Fabian Cancellara. L'athlète, le lendemain, par l'intermédiaire de ses avocats, annonce vouloir faire appel de la sentence. Le 23 décembre, il accorde une interview à La Gazzetta dello Sport au cours de laquelle il signale des anomalies dans les procédures du CIO. Le 30 juillet 2010, le Tribunal arbitral du sport confirme la décision du CONI,. Au cours de sa période de suspension, en 2009, est rendu publique une vidéo filmée en 2001, dans laquelle Rebellin est filmé en caméra cachée tout en essayant d'obtenir les produits dopants auprès de médecins. Le film n'a cependant pas été utilisé pour incriminer Rebellin en raison du retard avec lequel les autorités ont présenté une telle preuve, mais a contribué à jeter un discrédit supplémentaire sur la carrière du cycliste,,.
Le 1er octobre 2010, l'UCI annonce une suspension de deux ans : jusqu'au 27 avril 2011. À l'issue de cette date, il décide de reprendre la compétition, à presque 40 ans.
Après sept années, le 30 avril 2015, le tribunal de Padoue le blanchit. Il est acquitté des accusations de dopage et d'évasion fiscale (il lui était reproché de s'être domicilié fictivement à Monaco entre 2003 et 2008 et de ce fait, de ne pas avoir déclaré 7 millions d'euros). Cependant le tribunal n'a pas le pouvoir ni les compétences pour déterminer si la condamnation infligée à un niveau sportif est juste ou injuste. La décision n'étant pas reconnue par les instances sportives, il ne récupère donc pas sa médaille olympique, seul le CIO ayant ce pouvoir,.

## Palmarès et résultats

### Palmarès amateur
- 1988
  - 3e étape du Grand Prix Rüebliland
  - 3e du Grand Prix Rüebliland
- 1989
  -  Champion du monde du contre-la-montre par équipes juniors (avec Rossano Brasi, Andrea Peron et Cristian Salvato)
  - Trois Jours d'Axel
  - 2e du Giro della Lunigiana
  - 3e du Trofeo Buffoni
- 1990
  - 2e du Giro del Medio Brenta
  -  Médaillé de bronze du championnat du monde militaire du contre-la-montre par équipes
- 1991
  -  Médaillé d'or de la course en ligne des Jeux méditerranéens
  - Tour des régions italiennes :
    - Classement général
    - 2e et 5eb (contre-la-montre) étapes

  - Trophée Minardi
  - Nastro d'Oro
  - 2e du Gran Premio Palio del Recioto
  -  Médaillé d'argent du championnat du monde route amateurs
  - 3e du Tour de Lombardie amateurs
- 1992
  - 2e étape du Tour des régions italiennes
  - Trofeo Alcide Degasperi
  - Targa d'Oro Città di Varese
  - 2e du Gran Premio Palio del Recioto
  - 2e du Circuito della Murra
  - 2e de la Cronostaffetta
  - 3e du Trofeo Banca Popolare di Vicenza
  - 3e du Trofeo Zssdi

### Palmarès professionnel
| - 1992 - 2e du Tour de Romagne - 9e du Tour de Lombardie - 1993 - Hofbrau Cup : - Classement général - 2ea étape (contre-la-montre par équipes) - 5e de Tirreno-Adriatico - 8e du Tour de Suisse - 1994 - 3e du Tour de l'Etna - 3e de la Bicyclette basque - 5e de l'Amstel Gold Race - 6e du Tour de Romandie - 1995 - 1rea étape du Tour méditerranéen (contre-la-montre par équipes) - 1re étape du Tour du Trentin - 2e du Tour des Apennins - 3e du Tour méditerranéen - 3e du Tour de la province de Reggio de Calabre - 4e de Tirreno-Adriatico - 4e de Milan-San Remo - 4e du Tour de Romandie - 6e de la Flèche wallonne - 8e du Tour de Suisse - 1996 - 7e étape du Tour d'Italie - 3e du Trophée Pantalica - 4e du Tour de Romandie - 5e du Tour de Lombardie - 5e de la Japan Cup - 6e de Liège-Bastogne-Liège - 6e du Tour d'Italie - 8e du championnat du monde sur route - 9e de la Coupe du monde - 10e de la Flèche wallonne - 1997 - Trophée des grimpeurs - Classique de Saint-Sébastien - Grand Prix de Suisse - 3e de la Coppa Sabatini - 4e de la Coupe du monde - 7e du Tour de Romandie - 8e du Tour de Lombardie - 1998 - 1re étape du Tour de Suisse - 1re étape du Tour de la Région wallonne - Trois vallées varésines - Tour de Vénétie - 2e du Critérium international - 3e du Trofeo Comunidad Foral de Navarra - 3e du Tour des Apennins - 3e de la Coppa Sabatini - 6e du Tour de Romandie - 7e du Championnat de Zurich - 1999 - Tour méditerranéen : - Classement général - 1re étape - Tour du Haut-Var - 2e étape du Critérium international - Tour du Frioul - Tour de Vénétie - Mémorial Nencini - 2e de Tirreno-Adriatico - 2e de la Klasika Primavera - 2e du Trophée Pantalica - 2e du Tour de la province de Lucques - 3e du Trofeo Laigueglia - 3e du Grand Prix Miguel Indurain - 3e du Tour du Pays basque - 7e du Championnat de Zurich - 2000 - Tour de Vénétie - 2e du Grand Prix de Chiasso - 2e des Trois vallées varésines - 2e de la Coppa Placci - 3e du Tour du Haut-Var - 3e de Liège-Bastogne-Liège - 3e du Mémorial Fausto Coppi - 3e de la Subida a Urkiola - 3e du Trophée Pantalica - 3e du Grand Prix de l'industrie et du commerce de Prato - 4e de la Flèche wallonne - 6e du Tour de Lombardie - 7e de la Classique de Saint-Sébastien - 7e de la Coupe du monde - 2001 - Classement général du Tour méditerranéen - Grand Prix de Chiasso - Tirreno-Adriatico : - Classement général - 4e étape - 1re et 3e étapes du Tour du Pays basque - Grand Prix de l'industrie et de l'artisanat de Larciano - Mémorial Fausto Coppi - 2e étape du Brixia Tour - Tour de Romagne - Grand Prix de l'industrie et du commerce de Prato - 2e de Liège-Bastogne-Liège - 2e du Grand Prix de Francfort - 2e de la LuK-Cup - 3e du Trofeo Laigueglia - 3e du Tour du Haut-Var - 3e de la Classique de Saint-Sébastien - 3e du Tour de Vénétie - 3e du Tour d'Émilie - 5e de la Coupe du monde - 8e de l'Amstel Gold Race - 8e de la Flèche wallonne - 2002 - Grand Prix de la ville de Camaiore - LuK-Cup - 2e du Grand Prix de Lugano - 2e du Tour du Frioul - 2e du Tour du Latium - 2e du Tour de Lombardie - 3e de la HEW Cyclassics - 3e du Tour de Vénétie - 3e du Trophée Melinda - 3e de la Coppa Placci - 5e de la Coupe du monde - 6e du Championnat de Zurich - 9e de Liège-Bastogne-Liège - 2003 - 2e étape de Paris-Nice - Grand Prix de Francfort - Grand Prix de l'industrie et du commerce de Prato - 2e du Tour d'Andalousie - 2e de la HEW Cyclassics - 2e du Trophée Melinda - 2e de la Coppa Placci - 2e de la LuK-Cup - 2e de Milan-Turin - 3e de Paris-Nice - 3e du Tour d'Émilie - 4e de l'Amstel Gold Race - 4e de la Coupe du monde - 5e du Championnat de Zurich - 7e de la Classique de Saint-Sébastien | - 2004 - Amstel Gold Race - Flèche wallonne - Liège-Bastogne-Liège - 3e et 4ea (contre-la-montre) étapes du Tour de Saxe - Trophée Melinda - 2e de Paris-Nice - 2e de la Coppa Placci - 2e de la Coupe du monde - 3e de la Classique de Saint-Sébastien - 3e de Paris-Bourges - 6e du Championnat de Zurich - 6e de la HEW Cyclassics - 2005 - 1re étape du Brixia Tour - 2e du Tour du Pays basque - 2e du Brixia Tour - 3e de la Flèche wallonne - 3e du Grand Prix de Plouay - 3e de l'UCI ProTour - 4e de l'Amstel Gold Race - 5e de la HEW Cyclassics - 5e du Tour de Lombardie - 10e de Paris-Nice - 2006 - Brixia Tour : - Classement général - 1re étape - Tour d'Émilie - 2e du Grand Prix de Chiasso - 3e du Championnat de Zurich - 5e du Tour de Lombardie - 6e de l'Amstel Gold Race - 2007 - Flèche wallonne - Brixia Tour : - Classement général - 1re étape - 2e de Paris-Nice - 2e de l'Amstel Gold Race - 2e du Grand Prix de Chiasso - 2e du Tour d'Émilie - 2e de l'UCI ProTour - 5e de Liège-Bastogne-Liège - 5e du Tour de Lombardie - 6e du championnat du monde sur route - 6e du Tour du Pays basque - 6e de la Vattenfall Cyclassics - 10e du Tour d'Allemagne - 2008 - Tour du Haut-Var - Classement général de Paris-Nice - 2e du Grand Prix de Lugano - 2e de Liège-Bastogne-Liège - 2e du Grand Prix de Francfort - 2e du Tour d'Émilie - 3e de la Classique de Saint-Sébastien - 4e du championnat du monde sur route - 4e de Milan-San Remo - 4e de l'Amstel Gold Race - 6e de la Flèche wallonne - 2009 - 3e et 4e étapes du Tour d'Andalousie - Flèche wallonne - 2e du Grand Prix de Lugano - 3e du Tour d'Andalousie - 3e de Liège-Bastogne-Liège - 3e de la Semaine cycliste lombarde - 6e de Tirreno-Adriatico - 2011 - Trois vallées varésines - Trophée Melinda - 2e de la Route du Sud - 2e du Trophée Matteotti - 2e du Mémorial Marco Pantani - 2e de la Coppa Sabatini - 3e du GP Nobili Rubinetterie Coppa Papa Carlo - 3e du Grand Prix de la ville de Camaiore - 3e de la Semaine cycliste lombarde - 3e de l'UCI Europe Tour - 2012 - 2e étape du Tour de Slovaquie - Tour du Gévaudan Languedoc-Roussillon : - Classement général - 2e étape - 2e du Tour de Grèce - 3e du Tour de Slovaquie - 3e du Grand Prix de l'industrie et du commerce de Prato - 2013 - 1re et 4e étapes du Szlakiem Grodów Piastowskich - Sibiu Cycling Tour : - Classement général - 1re étape - 2e du Szlakiem Grodów Piastowskich - 3e du championnat d'Italie sur route - 3e de l'UCI Europe Tour - 2014 - 3ea étape du Sibiu Cycling Tour (contre-la-montre par équipes) - Tour d'Émilie - 2e du Sibiu Cycling Tour - 3e du Tour de Murcie - 3e du Tour du Limousin - 3e de l'UCI Europe Tour - 2015 - 1reb étape de la Semaine internationale Coppi et Bartali (contre-la-montre par équipes) - 3e étape du Tour de Turquie - Coppa Agostoni - 2e du Sibiu Cycling Tour - 2016 - 3e du Czech Cycling Tour - 2017 - Skandis GP - Tour de l'Ijen : - Classement général - 1re étape - 5e étape du Tour d'Iran - Azerbaïdjan - 3e du Tour de Lombok - 2018 - 3e étape du Tour international d’Oran - 2e du Tour international d’Oran |  |

### Classiques et championnats du monde
Le tableau ci-dessous présente les classements de Davide Rebellin aux championnats du monde et sur les classiques auxquelles il a participé. Deuxième des Jeux olympiques de Pékin en 2008, il a été contrôlé positif et déclassé.
| Année | Milan- San Remo | Liège- Bastogne-Liège | Flèche wallonne | Amstel Gold Race | Classique de Saint-Sébastien | HEW/Vattenfall Cyclassics | Championnat de Zurich | Paris-Tours | Tour de Lombardie | Championnats du monde |
| ----- | --------------- | --------------------- | --------------- | ---------------- | ---------------------------- | ------------------------- | --------------------- | ----------- | ----------------- | --------------------- |
| 1993  | 60e             | -                     | 28e             | -                | 11e                          | -                         | -                     | -           | -                 | -                     |
| 1994  | -               | 33e                   | 17e             | 5e               | -                            | -                         | -                     | -           | -                 | -                     |
| 1995  | 4e              | 16e                   | 6e              | -                | -                            | -                         | -                     | -           | -                 | -                     |
| 1996  | 61e             | 6e                    | 10e             | 31e              | 81e                          | -                         | -                     | -           | 5e                | -                     |
| 1997  | -               | 25e                   | 89e             | 44e              | Vainqueur                    | -                         | Vainqueur             | -           | 8e                | -                     |
| 1998  | 13e             | -                     | -               | -                | 12e                          | -                         | 7e                    | -           | -                 | -                     |
| 1999  | 14e             | 14e                   | 17e             | 27e              | -                            | -                         | 7e                    | -           | -                 | -                     |
| 2000  | 26e             | 3e                    | 4e              | 12e              | 7e                           | 38e                       | 4e                    | -           | 6e                | 25e                   |
| 2001  | -               | 2e                    | 8e              | 8e               | 3e                           | 14e                       | 12e                   | -           | 30e               | 32e                   |
| 2002  | 27e             | 9e                    | 11e             | -                | 15e                          | 3e                        | 7e                    | 66e         | 2e                | -                     |
| 2003  | 76e             | 13e                   | -               | 4e               | 7e                           | 2e                        | 5e                    | 31e         | 45e               |                       |
| 2004  | 168e            | Vainqueur             | Vainqueur       | Vainqueur        | 3e                           | 6e                        | 6e                    | 13e         | 28e               |                       |
| 2005  | 31e             | 11e                   | 3e              | 4e               | 13e                          | 5e                        | -                     | -           | 5e                | -                     |
| 2006  | 41e             | -                     | -               | 6e               | 43e                          | -                         | 3e                    | -           | 5e                | 48e                   |
| 2007  | 30e             | 5e                    | Vainqueur       | 2e               | 11e                          | 6e                        | -                     | -           | 5e                | 6e                    |
| 2008  | 102e            | 2e                    | 6e              | 4e               | 3e                           | 3e                        | -                     | -           | -                 | 4e                    |
| 2009  | 38e             | 3e                    | Vainqueur       | 41e              | -                            | -                         | -                     | -           | -                 | -                     |
| 2014  | -               | -                     | -               | 13e              | -                            | -                         | -                     |             | -                 |                       |
| 2015  | -               | -                     | -               | 29e              | -                            | -                         | -                     | -           | 30e               | -                     |
| 2016  | 21e             | -                     | -               | 80e              | -                            | -                         | -                     | -           | 54e               | -                     |

### Résultats sur les grands tours

#### Tour de France
2 participations
- 1997 : 58e
- 2003 : abandon (14e étape)

#### Tour d'Italie
12 participations
- 1994 : 20e
- 1995 : 22e
- 1996 : 6e, vainqueur de la 7e étape,  maillot rose pendant 6 jours
- 1998 : 30e
- 1999 : 30e
- 2000 : 29e
- 2001 : non partant (14e étape)
- 2002 : abandon (12e étape)
- 2004 : non partant (8e étape)
- 2006 : abandon (11e étape)
- 2007 : abandon (11e étape)
- 2008 : non partant (14e étape)

#### Tour d'Espagne
5 participations
- 1996 : 7e
- 1999 : abandon (18e étape)
- 2006 : abandon (15e étape)
- 2007 : non partant (13e étape)
- 2008 : non partant (14e étape)

### Classements mondiaux
Jusqu'en 2004, le classement UCI concerne tous les coureurs ayant obtenu des points lors de courses du calendrier international de l'Union cycliste internationale (324 courses en 2004). En 2005, l'UCI ProTour et les circuits continentaux sont créés, ayant chacun leur classement. De 2005 à 2008, le classement de l'UCI ProTour classe les coureurs membres d'équipes ProTour en fonction des points qu'ils ont obtenus lors des courses du calendrier UCI ProTour, soit 28 courses en 2005, 27 en 2006, 26 en 2007. En 2008, le calendrier du ProTour est réduit à 15 courses en raison du conflit entre l'UCI et les organisateurs de plusieurs courses majeures. Les trois grands tours, Paris-Roubaix, la Flèche wallonne, Liège-Bastogne-Liège, le Tour de Lombardie, Tirreno-Adriatico et Paris-Nice ne sont donc pas pris en compte dans le classement ProTour 2008. En 2009 et 2010, un « classement mondial UCI » remplace le classement ProTour. Il prend en compte les points inscrits lors des courses ProTour et des courses qui n'en font plus partie, regroupées dans un « calendrier historique », soit au total 24 courses en 2009 et 26 en 2010. Ce nouveau classement prend en compte les coureurs des équipes continentales professionnelles. En 2011, l'UCI ProTour devient l'UCI World Tour et reprend dans son calendrier les courses qui l'avaient quitté en 2008. Il comprend 27 courses en 2011 et son classement ne concerne plus que les coureurs membres des 18 équipes ProTeam.
Davide Rebellin obtient sa meilleure place en 2007 : deuxième du classement UCI ProTour. Il figure parmi les 10 premiers de 1998 à 2005.
| Année                                 | 1993 | 1994 | 1995 | 1996 | 1997 | 1998 | 1999 | 2000 | 2001 | 2002 | 2003 | 2004 | 2005 | 2006 | 2007 | 2008 | 2009 | 2010 | 2011 | 2012 | 2013 | 2014 | 2015 | 2016 | 2017  | 2018  | 2019  | 2020 | 2021 | 2022  |
| ------------------------------------- | ---- | ---- | ---- | ---- | ---- | ---- | ---- | ---- | ---- | ---- | ---- | ---- | ---- | ---- | ---- | ---- | ---- | ---- | ---- | ---- | ---- | ---- | ---- | ---- | ----- | ----- | ----- | ---- | ---- | ----- |
| Classement UCI                        | 59e  | 47e  | 32e  | 12e  | 16e  | 8e   | 5e   | 7e   | 3e   | 9e   | 5e   | 6e   |      |      |      |      |      |      |      |      |      |      |      |      |       |       |       |      |      |       |
| Coupe du monde                        | nc   | nc   | nc   | 9e   | 4e   | 15e  | nc   | 7e   | 5e   | 5e   | 4e   | 2e   |      |      |      |      |      |      |      |      |      |      |      |      |       |       |       |      |      |       |
| UCI ProTour                           |      |      |      |      |      |      |      |      |      |      |      |      | 3e   | 36e  | 2e   | 24e  |      |      |      |      |      |      |      |      |       |       |       |      |      |       |
| Calendrier mondial                    |      |      |      |      |      |      |      |      |      |      |      |      |      |      |      |      | 21e  | nc   |      |      |      |      |      |      |       |       |       |      |      |       |
| Classement mondial                    |      |      |      |      |      |      |      |      |      |      |      |      |      |      |      |      |      |      |      |      |      |      |      | 203e | 501e  | 902e  | 2318e | 937e | 601e | 1684e |
| UCI Europe Tour                       |      |      |      |      |      |      |      |      |      |      |      |      |      |      |      |      | 57e  | nc   | 3e   | 27e  | 3e   | 3e   | 9e   | 158e | 1015e | 1613e | 1487e | 738e | 485e | 1107e |
| UCI Asia Tour                         |      |      |      |      |      |      |      |      |      |      |      |      |      |      |      |      | nc   | nc   | 195e | nc   | nc   | nc   | nc   | 110e | 54e   | 356e  |       |      |      |       |
| UCI Africa Tour                       |      |      |      |      |      |      |      |      |      |      |      |      |      |      |      |      | nc   | nc   | nc   | nc   | nc   | nc   | nc   | nc   | nc    | 51e   |       |      |      |       |
|                                       |      |      |      |      |      |      |      |      |      |      |      |      |      |      |      |      |      |      |      |      |      |      |      |      |       |       |       |      |      |       |
| Légende : nc = non classéSource : UCI |      |      |      |      |      |      |      |      |      |      |      |      |      |      |      |      |      |      |      |      |      |      |      |      |       |       |       |      |      |       |

## Distinctions
- Mémorial Gastone Nencini (révélation italienne de l'année) : 1992
- Oscar TuttoBici : 1999, 2001, 2007 et 2008
- Giglio d'Oro (coureur italien de l'année) : 2001 et 2008